# Messelogale kessleri
Messelogale kessleri és una espècie extinta de carnivoraforme. Se n'han trobat restes fòssils a Europa, més concretament al jaciment de Messel. Inicialment, l'espècie fou assignada al gènere Miacis.